# Чемпионат России по хоккею с шайбой среди женщин 2001/2002
Чемпионат России по хоккею с шайбой сезона 2001/2002 среди женских команд проводился с 30 ноября 2001 года по апрель 2002 года. В первенстве страны участвовало всего четыре команды. Чемпионат проходил в четыре этапа, прошедших поочерёдно в Москве, Челябинске, Красноярске и Екатеринбурге — на каждом этапе все команды сыграли друг с другом по две игры.
Чемпионом России стал ХК СКИФ Москва, серебряные медали завоевал ХК «Спартак-Меркурий» Екатеринбург, а бронзовые медали завоевал ХК «Локомотив» Красноярск.

## Турнирная таблица
| М | Команда                         | И  | В  | ВО | Н | ПО | П  | ЗШ  | ПШ  | О  |
| - | ------------------------------- | -- | -- | -- | - | -- | -- | --- | --- | -- |
|   | СКИФ Москва                     | 24 | 23 | 0  | 1 | 0  | 0  | 192 | 16  | 70 |
|   | «Спартак-Меркурий» Екатеринбург | 24 | 15 | 0  | 1 | 0  | 8  | 100 | 58  | 46 |
|   | «Локомотив» Красноярск          | 24 | 5  | 0  | 1 | 0  | 18 | 55  | 113 | 16 |
| 4 | «Казак Уральский» Челябинск     | 24 | 3  | 0  | 1 | 0  | 20 | 26  | 186 | 10 |

Примечание: М — место, И — количество игр, В — выигрыши в основное время, ВО — выигрыши в овертайме, Н — ничейный результат, ПО — поражения в овертайме, П — поражения в основное время, ЗШ — забито шайб, ПШ — пропущено шайб, О — очки.